# Charles-Louis d'Autriche (1918-2007)
Pour les articles homonymes, voir Charles de Habsbourg-Lorraine (homonymie) et Archiduc Charles-Louis d’Autriche.
 (décembre 2019).
Si vous disposez d'ouvrages ou d'articles de référence ou si vous connaissez des sites web de qualité traitant du thème abordé ici, merci de compléter l'article en donnant les références utiles à sa vérifiabilité et en les liant à la section « Notes et références ».
L’archiduc Charles-Louis d’Autriche, (en allemand, Carl Ludwig von Österreich), né le 10 mars 1918 à Baden (Autriche) et mort le 11 décembre 2007 à Bruxelles (Belgique), est le cinquième enfant de Charles Ier d’Autriche et de Zita de Bourbon-Parme.

## Biographie

### Enfance
Quatrième fils de Charles Ier d’Autriche (1887-1922) et de Zita de Bourbon-Parme (1892-1989), Charles-Louis d’Autriche naît 10 mars 1918 à Baden, à un moment charnière dans l’histoire de l’Autriche. En effet, la fin de l’année 1918 marque à la fois la fin de la double monarchie austro-hongroise incarnée par l’empereur pour une mosaïque d’États-nations, mais aussi l’exil de la famille royale et impériale pour la Suisse.

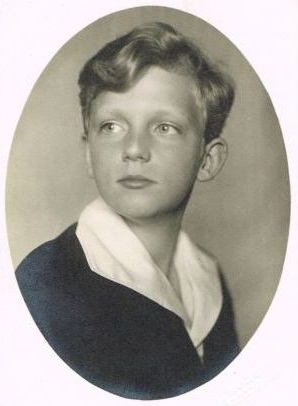
L’archiduc Charles-Louis dans les années 1930.

L'archiduc Charles-Louis vit quelques années, avec ses cinq frères et sœurs, auprès de leur grand-mère Antoinette de Portugal (1862-1959) au château de Wartegg, en Suisse. En février 1922, alors que leurs parents avaient quitté brusquement la frontière austro-suisse depuis mars 1920, les enfants rejoignent Charles Ier et Zita à Madère, dans la villa Victoria (Portugal), bien loin des républiques et royaumes nés de la scission de l’empire.
Le 9 mars 1922, après être allé acheter des jouets pour l’anniversaire de Charles-Louis, l’ancien empereur Charles Ier contracte une bronchite en rentrant à la villa. Charles Ier succombe à la maladie qui s’était aggravée en pneumonie le 1er avril suivant. L'impératrice qui n'a pas 30 ans, enceinte de 7 mois de son huitième enfant, sans ressource puisque ses biens sont sous séquestre en Europe, porte le deuil le restant de sa vie et ne se remariera jamais. L'archiduc Otto, âgé de 10 ans, devient le prétendant au trône Austro-hongrois. Le roi Alphonse XIII d’Espagne, chef de la Maison de Bourbon (dont l'impératrice est un membre), accueille la famille impériale et royale en exil. La famille vit alors au palais Uribarria à Lekeitio, où l'impératrice-douairière Zita contribue à l’éducation de ses enfants.
Après avoir quitté la péninsule Ibérique en septembre 1929, la famille s’installe à Steenokkerzeel, non loin de Bruxelles, notamment par nécessité éducative : les aînés étaient quasiment en âge d’entrer dans des études universitaires, qu’ils entament à l’Université catholique de Louvain. Charles-Louis a 11 ans.

### Pendant la seconde guerre mondiale
La Belgique envahie à partir du 10 mai 1940, Charles-Louis et sa famille quittent le château de Steenokkerzeel pour se réfugier en France, au château du Vieux-Bost (Allier). Les princes et l’ancienne impératrice fuient la France lorsque le régime du maréchal Pétain est instauré. De là, leur périple les amènent successivement en Espagne puis au Portugal avant de quitter le continent européen pour les États-Unis, où ils arrivent le 27 juillet.
Alors que les princes ne maîtrisent pas complètement l’anglais, la famille s’installe au Québec, province francophone où les enfants peuvent exercer leur français. Ils étudient à l'École des Sciences sociales de l’Université Laval. Pendant la guerre, les fils du couple royal et impérial participent à l’effort : comme son frère Félix, Charles-Louis s’engage dans l’armée de terre des États-Unis.
En 1943, Charles-Louis rejoint alors l’armée américaine, ce qui lui permet de conduire avec le président Roosevelt des négociations secrètes avec des pays neutres comme le Portugal et la Hongrie, qui se soldent par un échec. Comme officier militaire américain, Charles participe en 1944 au débarquement des Alliés en Normandie. Ce n’est 1947, alors qu’il portait le grade de « major » qu’il sera libéré du service militaire.

### Mariage et retour en Belgique
De retour en Belgique après 1947, l'archiduc Charles se marie avec l'autorisation de son frère aîné l'archiduc Otto, à une princesse de la maison de Ligne, fille d’Eugène II de Ligne. L’union de Charles-Louis et de Yolande de Ligne est scellée le 17 janvier 1950 à Belœil (en Belgique) ; le couple voit alors les naissances de quatre « archiducs » — deux filles et deux garçons — dans les années 1950.
En 1958, Charles-Louis entame une carrière dans l’entreprise en travaillant pour la Société générale de Belgique. Le prince fonde par la suite sa propre filiale, Genstar, au Canada et la dirige jusqu’à sa prise de retraite, en 1986. La filiale est présente dans différents secteurs d’activité comme dans le bâtiment, la production d’éléments chimiques, le transport de haute-mer, mais encore dans la finance ou la technologie.
La dernière impératrice-reine s'éteint en 1989 quelques mois avant la chute du Mur de Berlin et l'effondrement du monde soviétique.

### Mort
À l’âge de 89 ans, l’archiduc Charles-Louis meurt le 11 décembre 2007.
Lors du cortège funèbre du prince, le 12 janvier 2008, un requiem est célébré en la cathédrale Saint-Étienne de Vienne, avant la mise au tombeau du prince auprès de sa mère Zita dans la crypte impériale. Les frères de Charles, Félix, Rodolphe et Otto, ainsi que d’autres personnalités étaient présents lors de cette cérémonie pour rendre un dernier hommage au prince.

## Postérité
L'archiduc Charles-Louis et l'archiduchesse Yolande d'Autriche (1923-2023) sont les parents de quatre enfants :
- L’archiduc Rudolf de Habsbourg-Lorraine[N 3] (en allemand, Rudolf von Österreich), né le 17 novembre 1950 (74 ans). 
∞ à la baronne Hélène de Villenfagne de Vogelsanck, dont postérité (huit enfants dont quatre entrés en religion au sein de la Fraternité Eucharistein : Johannes, prêtre, Marie des Neiges, religieuse, Thomas et Joseph, religieux).
- L’archiduchesse Alexandra d’Autriche[N 4] (en allemand, Alexandra von Österreich), née le 10 juillet 1952 (72 ans).
∞ à Hector Riesle en 1984, ambassadeur du Chili au Saint-Siège, dont postérité (trois enfants).
- L’archiduc Carl Christian d’Autriche[N 5] (en allemand, Carl Christian von Österreich), né le 26 août 1954 (70 ans).
∞ à la princesse Marie-Astrid de Luxembourg en 1982, dont postérité (cinq enfants).
- L’archiduchesse Maria Constanza d’Autriche[N 6] (en allemand, Maria Constanza von Österreich), née le 19 octobre 1957 (67 ans). Fiancée au duc de Cadix et d’Anjou,[réf. nécessaire] 
∞ au prince Franz Joseph d'Auersperg-Trautson en 1994, dont postérité (quatre enfants).

## Distinctions
- Chevalier de l’ordre de la Toison d’or (1945)[N 7].
- Chevalier de l’ordre souverain de Malte.